# 1990 у кіно

## Фільми
- Нічний народ
- Нікіта
- Острів Вогню
- Славетні хлопці
- Твін пікс
- Черниці в бігах
- Хрещений батько 3

### УРСР

#### Національна кіностудія художніх фільмів ім. О. Довженка
- Війна (На західному напрямку)

#### Укранімафільм
- Кохання і смерть картоплі звичайної

## Персоналії

### Народилися
- 25 березня — Лоренцо Рикельмі, італійський актор.
- 24 травня — Фелікс Моаті, французький актор, кінорежисер та сценарист.
- 13 жовтня — Філіпп Торретон, французький актор театру, кіно та телебачення.

### Померли
- 2 січня — Леонхард Мерзін, естонський радянський актор театру і кіно, театральний режи
- 25 січня — Ава Гарднер, американська акторка.
- 26 січня — Абашидзе Давид Іванович, грузинський радянський актор та режисер.
- 19 лютого — Майкл Пауелл, англійський кінорежисер, сценарист і кінопродюсер (нар. 1905).
- 20 лютого —  Бєляєв Володимир Павлович, український та російський прозаїк і кінодраматург (нар. 1909).
- 27 лютого — Елізабет Аллан, англійська акторка театру та кіно.
- 28 лютого — Цесарська Емма Володимирівна, радянська і російська акторка.
- 22 березня — Недбай Зоя Василівна, українська кіноакторка.
- 2 квітня — Альдо Фабріці, італійський актор, режисер та сценарист (нар. 1905).
- 4 квітня — Олев Ескола, естонський і радянський актор.
- 14 квітня — Жорж Лакомб, французький кінорежисер і сценарист (нар. 1902).
- 15 квітня — Грета Гарбо, шведська й американська акторка (нар. 1905).
- 19 квітня — Філіппов Сергій Миколайович, радянський актор театру і кіно.
- 6 травня — Геллер Еммануїл Савелійович, радянський актор театру і кіно.
- 28 травня — Гула Інна Йосипівна, радянська акторка театру і кіно.
- 12 червня — Граббе Микола Карлович, радянський кіноактор, майстер дубляжу.
- 28 червня — Івченко Борис Вікторович, український кінорежисер.
- 19 липня:
  - Бурков Георгій Іванович, радянський актор театру і кіно, кінорежисер (нар. 1933).
  - Ільїн Адольф Олексійович, радянський актор театру і кіно.
- 20 липня — Параджанов Сергій Йосипович, український та вірменський кінорежисер, сценарист, композитор українсько-вірменського походження.
- 25 липня — Прилуцький Микола Степанович, радянський звукооператор.
- 27 липня — Елізабет Аллан, англійська акторка театру та кіно.
- 5 серпня — Любешкін Петро Володимирович, російський радянський актор.
- 20 серпня — Александров Григорій Семенович, український кінооператор.
- 15 жовтня — Дельфін Сейріг, французька акторка театру та кіно.
- 22 жовтня — Рибников Микола Миколайович, радянський актор
- 27 жовтня — Жак Демі, французький кінорежисер та сценарист.
- 29 жовтня — Плотников Сергій Миколайович, радянський російський актор театру і кіно.
- 12 листопада — Ів Арден, американська акторка.
- 13 листопада — Трауберг Леонід Захарович, радянський російський кінорежисер і сценарист.
- 22 листопада — Рунге Борис Васильович, радянський актор театру і кіно, телеведучий.
- 1 грудня — Серджо Корбуччі, італійський кінорежисер і сценарист.
- 2 грудня — Роберт Каммінгс, американський актор та продюсер.
- 3 грудня — Хейно Мандрі, естонський радянський актор театру і кіно.
- 8 грудня — Лана Марконі, французька акторка румунського походження.
- 9 грудня — Майк Мазуркі, американський кіноактор, спортсмен, магістр мистецтв.
- 18 грудня — Енн Ревір, американська акторка.
- 23 грудня:
  - П'єр Шеналь, французький кінорежисер та сценарист (нар. 1904).
  - Костюченко Олег Євгенович, радянський, український художник театру і кіно.
- 24 грудня — Демич Юрій Олександрович, радянський російський актор театру, кіно, озвучування (нар. 1948).